# Palace Station
Palace Station – hotel i kasyno w amerykańskim mieście Las Vegas, w stanie Nevada. Stanowi własność korporacji Station Casinos, zaś jego grupę docelową stanowią lokalni mieszkańcy Vegas i jego okolic. Obiekt cieszy się popularnością wśród społeczności azjatyckiej ze względu na 10 ministołów i 2 stoły pełnowymiarowe do gry w bakarat, a także sąsiedztwo dzielnicy Chinatown.
W skład Palace Station wchodzi hotel z 1.028 pokojami oraz kasyno zajmujące powierzchnię 7.800 m².
Obiekt został otwarty 1 lipca 1976 roku. W 2007 roku Palace Station był miejscem kradzieży wartościowych pamiątek sportowych. W związku z zajściem, aresztowany został O.J. Simpson i jego współtowarzysze.